# ماری کاریو
ماری کاریو (اسپانیایی: Mary Carrillo‎؛ ۱۴ اکتبر ۱۹۱۹ – ۳۱ ژوئیهٔ ۲۰۰۹) بازیگر اهل اسپانیا بود.
از فیلم‌ها یا برنامه‌های تلویزیونی که وی در آن نقش داشته‌است، می‌توان به بزم جادوان و عادت‌های تاریک اشاره کرد.